# 花瀬みずか
花瀬 みずか（はなせ みずか、2月7日 - ）は、元宝塚歌劇団月組の娘役。元月組副組長。
大阪府豊能郡、府立池田高等学校出身。身長159cm。愛称は「あかね」、「あーこ」。

## 来歴
1993年、宝塚音楽学校入学。
1995年、宝塚歌劇団に81期生として入団。星組公演「国境のない地図」で初舞台。その後、月組に配属。
可憐な娘役として早くから注目を集め、1998年の「WEST SIDE STORY」で新人公演初ヒロイン。その後も5度に渡って新人公演ヒロインを務める。
1999年の「十二夜」でバウホール公演初ヒロイン。
2008年7月7日付で月組副組長に就任。
2013年3月24日、「ベルサイユのばら」東京公演千秋楽をもって、宝塚歌劇団を退団。

## 宝塚歌劇団時代の主な舞台

### 初舞台
- 1995年3 - 5月、星組『国境のない地図』（宝塚大劇場のみ）[要出典]

### 月組時代
- 1995年8 - 9月、『ME AND MY GIRL』（宝塚大劇場）[要出典]
- 1995年10 - 11月、『ある日どこかで-SOMEWHERE IN TIME-』[6]（バウホール・日本青年館）
- 1995年12月、『ME AND MY GIRL』（東京宝塚劇場）[要出典]
- 1996年3 - 5月、『CAN-CAN』『マンハッタン不夜城』（宝塚大劇場）[要出典]
- 1996年5 - 6月、『結末のかなた』[7]（日本青年館・愛知厚生年金会館）
- 1996年7月、『CAN-CAN』『マンハッタン不夜城』（東京宝塚劇場）
- 1996年9 - 11月、『チェーザレ・ボルジア』『プレスティージュ』（宝塚大劇場のみ）[要出典]
- 1996年12 - 1997年2月、『バロンの末裔』『グランド・ベル・フォリー』（宝塚大劇場）[要出典]
- 1997年2 - 3月、『Non-STOP!!-午前0時に幕は開く-』（バウホール・日本青年館） - マリー[8]
- 1997年4月、『バロンの末裔』『グランド・ベル・フォリー』（東京宝塚劇場）[要出典]
- 1997年6 - 8月、『EL DORADO』（宝塚大劇場） - 新人公演：エストレリャ（本役：西條三恵）[9]
- 1997年8 - 9月、『FAKE LOVE』[10]（バウホール・日本青年館・愛知厚生年金会館）
- 1997年11月、『EL DORADO』（東京宝塚劇場） - イレーネ[11]、新人公演：エストレリャ（本役：西條三恵）[10]
- 1997年12月、『ワン・モア・タイム!』（バウホール） - カーリー[12]
- 1998年2 - 7月、『WEST SIDE STORY』 - 新人公演：マリア（本役：風花舞） 新人公演初ヒロイン[注釈 1][3][2]
- 1998年7 - 8月、『永遠物語』[13]（バウホール）
- 1998年9 - 10月、『黒い瞳』 - 新人公演：マーシャ（本役：風花舞）『ル・ボレロ・ルージュ』（宝塚大劇場） 新人公演ヒロイン[3]
- 1998年11 - 12月、『永遠物語』（日本青年館）[13]
- 1999年1 - 2月、『黒い瞳』 - 新人公演：マーシャ（本役：風花舞）『ル・ボレロ・ルージュ』（1000days劇場）[3]
- 1999年3 - 4月、『うたかたの恋』 - ミリー『ミリオン・ドリームズ』（全国ツアー）[14]
- 1999年5 - 6月、『螺旋のオルフェ』『ノバ・ボサ・ノバ』 - ボーロ[15]、新人公演：エストレーラ（本役：檀れい）（宝塚大劇場） 新人公演ヒロイン[3][2]
- 1999年7月、『十二夜-またはお望みのもの-』（バウホール） - ヴァイオラ バウ初ヒロイン[4][16]
- 1999年8 - 9月、『螺旋のオルフェ』『ノバ・ボサ・ノバ』 - ボーロ[17]、新人公演：エストレーラ（本役：檀れい）（1000days劇場）[3]
- 1999年10 - 11月、第1回中国公演『夢幻花絵巻』『ブラボー!タカラヅカ』（北京・上海）[18]
- 1999年11 - 12月、『うたかたの恋』 - ミリー『ブラボー!タカラヅカ』（全国ツアー）[19]
- 2000年2 - 6月、『LUNA』 - エマ、新人公演：アイリーン（本役：檀れい）『BLUE・MOON・BLUE』 新人公演ヒロイン[20][21][22]
- 2000年8月、『LUNA』 - エマ『BLUE・MOON・BLUE』（博多座）[23][24]
- 2000年9 - 11月、『ゼンダ城の虜』 - 新人公演：ド・モーバン[25]（本役：美原志帆）『ジャズマニア』（宝塚大劇場のみ）
- 2001年1 - 2月、『いますみれ花咲く』『愛のソナタ』 - 女の子[26]、新人公演：ゾフィー（本役：檀れい）（東京宝塚劇場） 新人公演ヒロイン[27][2]
- 2001年3月、『プロヴァンスの碧い空』（ル テアトル銀座） - アンヌ＝マリー[28][29]
- 2001年5 - 7月、『愛のソナタ』 - 女の子[30]、新人公演：ゾフィー（本役：檀れい）『ESP!!』（宝塚大劇場）[27]
- 2001年8 - 9月、『大海賊』 - エルマ[要出典]、新人公演：マリア（本役：美原志帆）『ジャズマニア』（東京宝塚劇場のみ）[31]
- 2001年10 - 11月、『大海賊』 - アン『ジャズマニア』（全国ツアー） 初エトワール[32][33]
- 2002年1 - 5月、『ガイズ&ドールズ』
- 2002年6 - 7月、『サラン・愛』 - 柳蘭影[34]『ジャズマニア』（全国ツアー） エトワール[35]
- 2002年8 - 12月、『長い春の果てに』 - エマニエル『With a Song in my Heart』[36][37]
- 2003年2月、『長い春の果てに』 - エマニエル『With a Song in my Heart』（中日劇場）[38]
- 2003年4 - 8月、『花の宝塚風土記（ふどき）』『シニョール ドン・ファン』 - キム[39]
- 2003年9月、『なみだ橋 えがお橋』（バウホール・日本青年館） - お染[40]
- 2003年11 - 2004年3月、『薔薇の封印』 - マリー・テレーズ[41]
- 2004年4 - 5月、『ジャワの踊り子』（全国ツアー） - カルティエ[42]
- 2004年6 - 10月、『飛鳥夕映え』 - 秋妻[43][44]『タカラヅカ絢爛II』
- 2005年2 - 5月、『エリザベート』 - ヘレネ[45][46][2]
- 2005年9 - 12月、『JAZZYな妖精たち』 - メアリー[47][48]『REVUE OF DREAMS』
- 2006年1 - 2月、『あかねさす紫の花』 - 鏡女王[49]『REVUE OF DREAMS』（中日劇場）
- 2006年5 - 8月、『暁（あかつき）のローマ』 - 占い師[50][51]『レ・ビジュー・ブリアン』
- 2006年10月、『あかねさす紫の花』 - 鏡女王[52]『レ・ビジュー・ブリアン』（全国ツアー）
- 2007年1 - 4月、『パリの空よりも高く』 - カトリーヌ[53][54]『ファンシー・ダンス』
- 2007年5 - 6月、『大坂侍』（バウホール・日本青年館） - 豆奴[55][56]
- 2007年8 - 11月、『MAHOROBA』『マジシャンの憂鬱』[要出典]
- 2007年12 - 2008年1月、『HOLLYWOOD LOVER』（バウホール・日本青年館） - マーガレット（マギー）・コーマン[57][58][2]
- 2008年3 - 7月、『ME AND MY GIRL』 - ディス夫人[59][60]
- 2008年8月、『ME AND MY GIRL』（博多座） - バターズビー夫人[61] エトワール
- 2008年11 - 2009年2月、『夢の浮橋』 - 女一の宮[62][63]『Apasionado!!』
- 2009年3月、『SAUDADE（サウダージ）-Jにまつわる幾つかの所以-』[64]（ドラマシティ・昭和女子大学人見記念講堂）
- 2009年5 - 8月、『エリザベート』 - スターレイ夫人[65][66]
- 2009年10 - 12月、『ラスト プレイ』 - ローザ[67][68]『Heat on Beat!（ヒート オン ビート）』
- 2010年2月、『紫子』 - 笹島[69]『Heat on Beat!（ヒート オン ビート）』（中日劇場）
- 2010年4 - 7月、『THE SCARLET PIMPERNEL（スカーレット ピンパーネル）』 - ドゥ・トゥルネー伯爵夫人[70][71]
- 2010年9 - 11月、『ジプシー男爵-Der Zigeuner Baron-』 - マリア・テレジア『Rhapsodic Moon（ラプソディック・ムーン）』[2]
- 2010年12 - 2011年1月、『STUDIO 54（スタジオ フィフティフォー）』（ドラマシティ・日本青年館） - シスター・パメラ[72][73]
- 2011年3 - 5月、『バラの国の王子』 - 妃（清き仙女）[74][75]『ONE』[2]
- 2011年7 - 10月、『アルジェの男』 - ルイーズ・ボランジュ[76][77]『Dance Romanesque（ダンス ロマネスク）』
- 2011年11 - 12月、『アリスの恋人』（バウホール・日本青年館） - 白の女王[78][79]
- 2012年2 - 4月、『エドワード8世』 - ヨーク公爵妃エリザベス[80][81]『Misty Station』
- 2012年6 - 9月、『ロミオとジュリエット』 - モンタギュー夫人[82][83][2]
- 2012年10 - 11月、『春の雪』（バウホール・日本青年館） - 松枝都志子	[84][85]
- 2013年1 - 3月、『ベルサイユのばら-オスカルとアンドレ編-』 - ジャルジェ夫人[86][87] 退団公演、エトワール[2]

### 出演イベント
- 1996年8月、姿月あさとディナーショー『Angel In Music』
- 1997年7月、第三回『アキコ・カンダレッスン発表会』
- 1998年5月、'98TCAスペシャル『タカラジェンヌ!』
- 1998年11月、初風緑ディナーショー『Verde』
- 1999年5月、'99TCAスペシャル『ハロー!ワンダフル・タイム』
- 2000年4月、汐美真帆ディナーショー『Platinum』
- 2000年9月、TCAスペシャル2000『KING OF REVUE』
- 2001年4月、真琴つばさディナーショー『TSUBASA伝説』
- 2001年6月、TCAスペシャル2001『タカラヅカ夢世紀』
- 2001年7月、『月組エンカレッジ・コンサート』
- 2002年6月、TCAスペシャル2002『DREAM』
- 2004年12月、彩輝直バウ・パフォーマンス『熱帯夜話』
- 2008年3月、『ME AND MY GIRL』前夜祭
- 2009年6月、『百年への道』